# Nils Östensson
Nils Östensson (né le 29 avril 1918 et décédé le 24 juillet 1949) est un ancien fondeur suédois.

## Palmarès

### Jeux olympiques
| Épreuve / Édition | St-Moritz 1948 |
| 18km              | Argent         |
| 4x10km            | Or             |